# Fay Compton

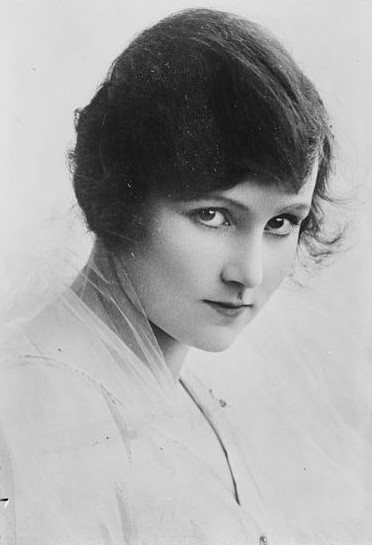
Fay Compton

Fay Compton (* 18. September 1894 in West-Kensington, London als Virginia Lilian Emeline Compton Mackenzie; † 12. Dezember 1978 in London) war eine britische Schauspielerin, die einer Schauspielerfamilie entstammt. 

## Leben
Ihr Vater Edward Compton und ihre Mutter Virginia Bateman waren anerkannte Schauspieler, genauso wie ihre Schwester Viola Compton und einige ihrer Onkel und Tanten. Ihr Großvater war der Luminarist Henry Compton und der Schriftsteller Compton Mackenzie war ihr Bruder.
Compton hatte ihre ersten öffentlichen Auftritte zwischen 1911 und 1913 in The Follies unter der Leitung von H. G. Pelissier, den sie später heiratete. Sie erregte Aufmerksamkeit mit verschiedenen Stücken von J. M. Barrie (der Autor von Peter Pan) und machte ihn dadurch dem Londoner Publikum bekannt, am meisten 1920 durch die Rolle der Mary Rose. Im Jahre 1926 veröffentlicht sie unter dem Titel Rosemary: Some remembrances. Erinnerungen daran.
Compton spielte klassische und zeitgenössische Rollen und hatte die Gelegenheit, die Rolle der Ophelia neben zwei der meistgefeierten Hamlet-Darsteller, John Barrymore und John Gielgud, zu spielen. Im Jahre 1962 spielte sie Marya in Sir Laurence Oliviers Inszenierung von Onkel Wanja am Chichester Festival Theatre.
Comptons filmisches Schaffen ist nicht so weitbeachtet wie ihre Bühnenauftritte, trotzdem hat sie zwischen 1914 und 1970 in mehr als vierzig Filmen oft bedeutende Rollen gespielt. Ihre bekanntesten Filmauftritte sind Odd Man Out („Ausgestoßen“, 1947), Laughter in Paradise („Wer zuletzt lacht“, 1951), Orson Welles’ Verfilmung von Othello (1952) und Bis das Blut gefriert (1963). Neben ihrem Wirken im Film und auf der Bühne wirkte auch bei Aufnahmen von Rundfunk, Fernsehen und Schallplatten mit.
Anerkannte Schauspieler wie Alec Guinness, John Le Mesurier, Jan Sterling, Sally Gray, Joe Mitcheson und Elton Hayes besuchten ihre Fay Compton School of Dramatic Arts.
Eine ihrer letzten größeren Rollen war die der Tante Ann in der im Jahre 1967 von der BBC produzierten Bearbeitung von Die Forsyte-Saga für das Fernsehen.
Compton ist die Mutter des britischen Regisseurs Anthony Pelissier, aus dessen Werkstatt die Verfilmungen von H. G. Wells’ The History of Mr. Polly  (1949), D. H. Lawrences The Rocking Horse Winner (1950) und Somerset Maughams Encore  (1952) gehören. Compton war viermal verheiratet: Der ersten Ehe mit H. G. Pelissier entstammt ihr Sohn Anthony Pelissier. Ihre weiteren Ehemänner waren Lauri de Frece, Leon Quartermaine und Ralph Michael. Die britische Schauspielerin Tracy Reed ist ihre Enkelin.

## Filmografie (Auswahl)
- 1914: She Stoops to Conquer
- 1917: The Labour Leader
- 1927: Robinson Crusoe
- 1934: Waltzes from Vienna
- 1941: Der Premierminister (The Prime Minister)
- 1947: Ausgestoßen (Odd Man Out)
- 1947: Nicholas Nickleby
- 1951: Wer zuletzt lacht (Laughter in Paradise)
- 1951: Verbrechen ohne Schuld (Blackmailed)
- 1952: Orson Welles’ Othello (The Tragedy of Othello: The Moor of Venice)
- 1952: Lady Possessed
- 1953: Kinder unserer Zeit (I vinti)
- 1954: Die Erbschaft der Tante Clara (Aunt Clara)
- 1956: Eine Stadt steht vor Gericht (Town on Trial)
- 1957: Esther Costello (The Story of Esther Costello)
- 1962: Kommissar Maigret (Maigret, Fernsehserie, Folge 3x01)
- 1963: Bis das Blut gefriert (The Haunting)
- 1963: Uncle Vanya
- 1967: Die Forsyte Saga (The Forsyte Saga, Fernsehserie, 6 Folgen)
- 1969: Dombey and Son (Miniserie, 7 Folgen)
- 1970: Das Mädchen und der Zigeuner (The Virgin and the Gypsy)
- 1970: Die Schritte des Mörders (I Start Counting)